# Adolph Occo

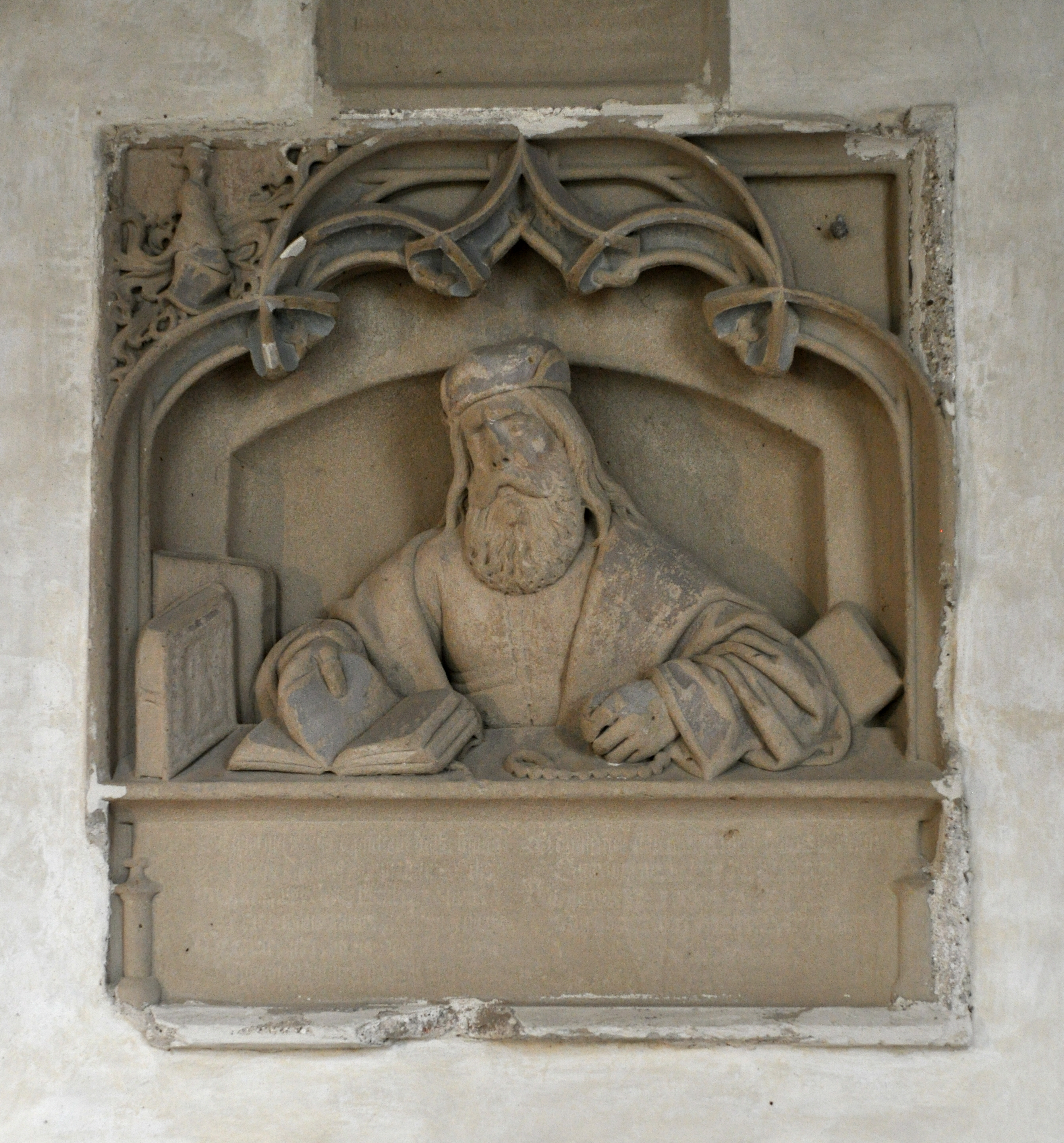
Adolph Occo, Epitaph im Augsburger Domkreuzgang

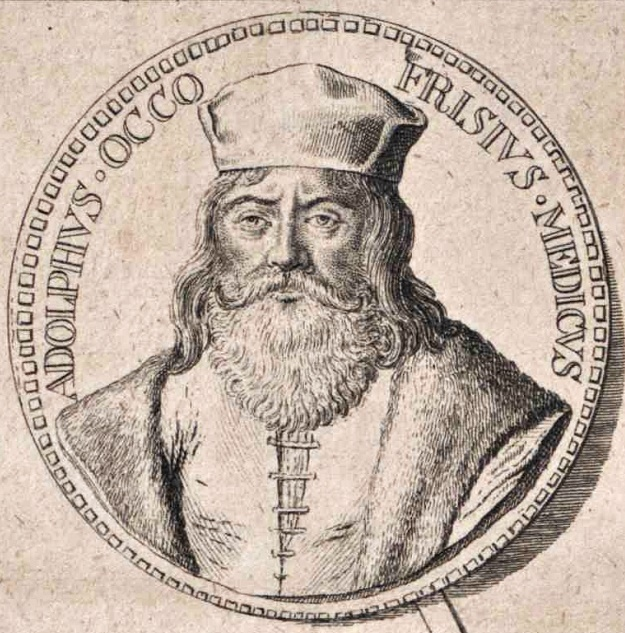
Adolph Occo, Medaille nach seinem Epitaphbildnis

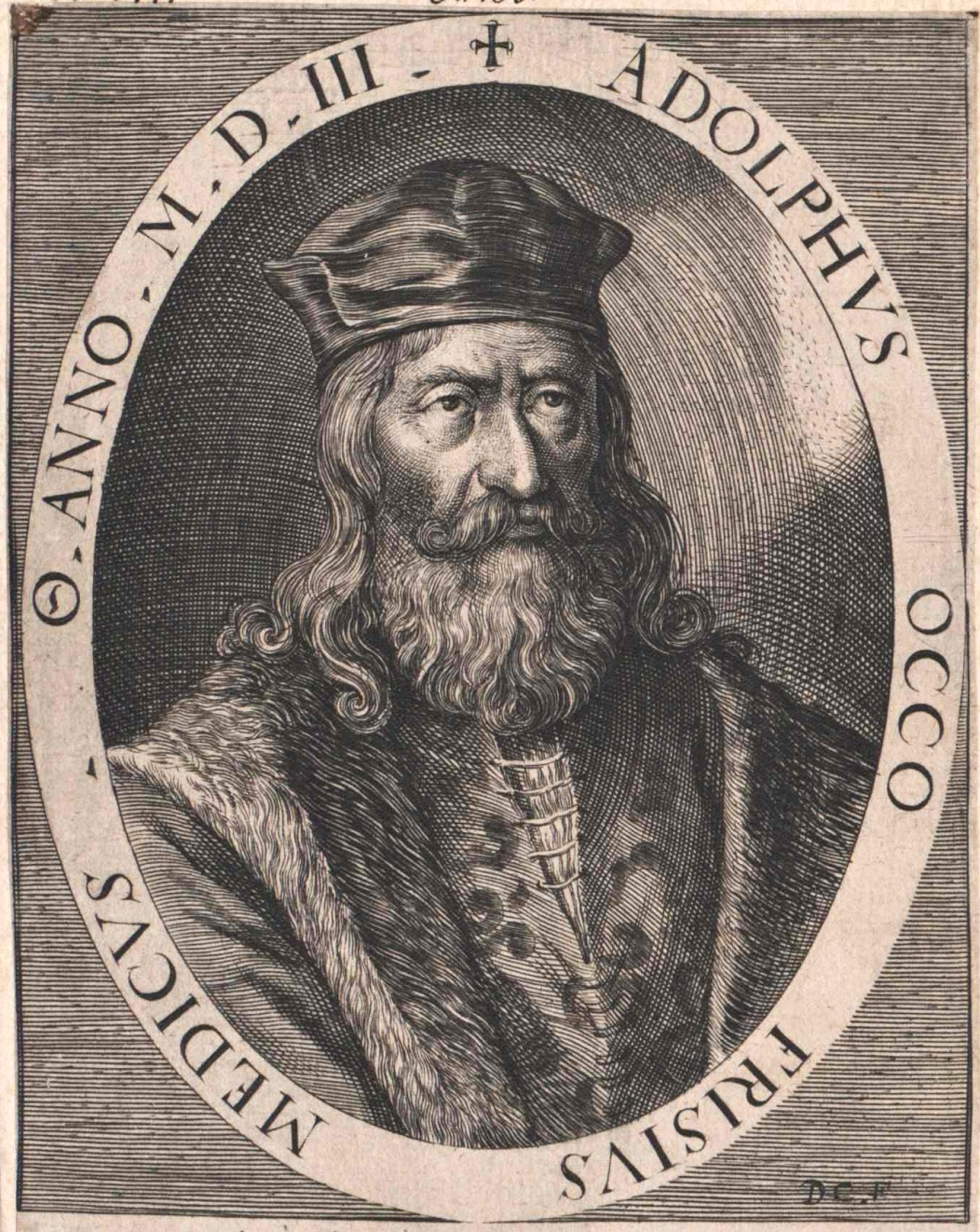
Adolph Occo

Adolph Occo, zum Unterschied von mehreren anderen auch Adolf Occo I. oder Adolph Occo I. (* 1446 oder 1447 in Osterhusen, Hinte, Ostfriesland; † 24. Juli 1503 in Augsburg) war ein deutscher Mediziner, fürstlicher Leibarzt und Humanist.

## Leben und Wirken
Adolph Occo (Odolphus Hagingi de Ostechusen de Emda) war der Sohn eines Haignum Occo zu Osterhusen und studierte in Löwen, Ferrara sowie Bologna, promovierte 1474 an der Universität Ferrara zum Doktor der Medizin und lehrte dort auch von 1476 bis Juli 1478.
1479 ließ sich Adolph Occo als Arzt in Augsburg nieder. Die Mitglieder des Domkapitels und besonders Bischof Johann II. von Werdenberg († 1486), der ihn sehr schätzte, gehörten zu seinen Patienten; für letzteren verfasste Occo auch die Epitaphinschrift.
1485 erhielt er einen Förderungsbrief des Kurfürsten Philipp von der Pfalz, der ihn 1488 als seinen Leibarzt nach Heidelberg berief. Dort lernte er den Universitätskanzler und Wormser Bischof Johann III. von Dalberg, sowie Johannes Reuchlin kennen. Alle drei verband ein großes Interesse an humanistischen Studien. Der Kontakt zur Kurpfalz bzw. nach Heidelberg entstand offensichtlich über den seit 1484 dort tätigen Rudolf Agricola, der sein Jugend- und Studienfreund gewesen war. Als dieser 1485 in Heidelberg schwer erkrankte, hatte er Occo dorthin rufen lassen. Dieser traf ihn aber nicht mehr lebend an, wurde zu seinem Nachlassverwalter bestellt und erbte auch seine vielen Bücher.
1491 wechselte Adolph Occo als Leibarzt und Nachfolger Ulrich Ellenbogs in die Dienste des Erzherzogs Sigismund von Tirol nach Innsbruck. Dort bewohnte der Mediziner das sogenannte Czichnahaus, Stiftgasse 23 und kehrte 1494 nach Augsburg zurück, wo er weiter erfolgreich praktizierte. Hier war Bischof Friedrich II. von Zollern einer seiner Förderer. Laut Allgemeiner Deutscher Biographie hat er „sich nicht nur als Arzt hervorgetan, sondern stand auch bei den Zeitgenossen in dem Rufe eines humanistisch gebildeten Mannes, der die Kenntnis des Griechischen mit der des Lateinischen verband.“ Seine umfangreiche Privatbibliothek hielt er allen Freunden der Wissenschaft offen.
Occo war unverheiratet. Die Büchersammlung vermachte er seinem Neffen Pompeius Occo († 1537), Bevollmächtigter des Bankhauses Fugger, in Amsterdam. Er war von ihm in Augsburg erzogen worden. Außerdem hatte er noch einen Adoptivsohn, Adolph Occo II. (1494–1572), der ebenfalls als Arzt in Augsburg wirkte. Dessen Sohn Adolf Occo III. (1526–1606) lebte gleichfalls als Arzt in Augsburg und wurde zudem ein bekannter Numismatiker; Kaiser Maximilian II. erhob ihn in den Adelsstand.
Adolph Occo I. starb 1503 völlig unerwartet; es wird überliefert, er habe eine Arznei mit Gift verwechselt. Man bestattete ihn im Kreuzgang des Augsburger Domes, wo sich auch sein Epitaph befindet. Es wird dem Bildhauer Gregor Erhart zugeschrieben und zeigt den Arzt sitzend in Halbfigur, mit der rechten Hand in einem Buch blätternd, mit der linken den Rosenkranz betend. Vierzig Jahre nach seinem Tod diente das Grabbildnis als Vorlage für eine  Gedenkmedaille.